# Шейн Екер
Шейн Річард Екер (англ. Shane Richard Acker; нар. 1971, Вітон, Іллінойс, США) — американський художник-аніматор, дизайнер та кінорежисер.

## Біографія
Шейн Екер навчався в університеті штату Флорида, де він здобув ступінь бакалавра в галузі архітектури у 1994 році, і Каліфорнійському університеті, де здобув ступінь магістра архітектури у 1998 році. 2004 року Екер здобув ступінь магістра анімації.
До того ж у Шейна цей науковий ступінь виявився другим, перший — архітектора — він здобув у тому ж університеті двома роками раніше. Згідно зі словами Екера, котрий займався анімацією з дитинства, вчитися на архітектора він пішов, так як вважав, що мультиплікацією неможливо заробити на життя.
На початку 2000-х років Шейна примітила студія Weta Пітера Джексона, та його запросили до Нової Зеландії, де Екер півроку працював над ефектами для останнього фільму толкієнівської трилогії «Володар перснів: Повернення короля». Це на якийсь час відволікло Екера, але в результаті сильно допомогло йому в роботі над технічною частиною власного проєкту. Натхнення ж молодий аніматор черпав у сюрреалістичних короткометражках братів Куей, роботах Мебіуса, Террі Гілліамв, Ніка Парка та Жана П'єра Жене.
Режисер мешкає в Лос-Анжелесі, де працює фрилансером, 3D–художником, режисером та педагогом, водночас активно працюючи над власними незалежними фільмами.